# 4564 Клейтон
4564 Клейтон (4564 Clayton) — астероїд головного поясу, відкритий 6 березня 1981 року.
Тіссеранів параметр щодо Юпітера — 3,367.